# 卡尔顿学院

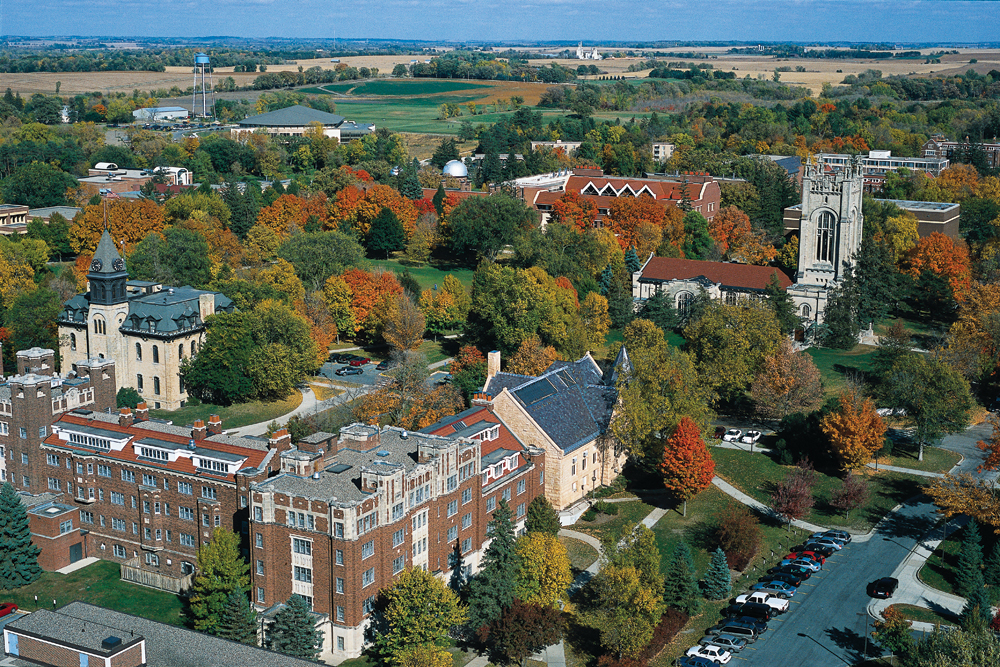
卡尔顿学院

卡尔顿学院（英語：Carleton College）是美国明尼苏达州的一所私立文理学院，于1866年在明尼苏达州諾斯菲爾德市成立。它是美国最好的文理学院之一，在2020年美国US News文理学院排名中排在全美第7位。

## 历史
卡尔顿学院成立于1866年10月12日，起初命名为北田学院(Northfield College)，为明尼苏达州历史第三悠久的大学，晚于建立于1851年的明尼苏达大学与建立于1854年的哈姆林大学。卡尔顿学院的建立者为商人Charles M. Goodsell，他向卡尔顿学院捐赠了20英亩土地。学校的天文台也以他的姓氏命名。卡尔顿学院的第一个教员为Horace Goodhue，Jr.，学校以他的姓氏命名了一栋学生宿舍。卡尔顿学院于1867年开始招生。起初卡尔顿学院并没有独立的校舍，学生住在北田市的American House宾馆，并在该处上课。
在1871年，学校经历了严重的财政危机。马萨诸塞州的铜器制造者William Carleton向学校捐助了5万美元，学校也因此改名为卡尔顿学院。第二年，William Carleton的第二任妻子，Susan Willis Carleton又向学校捐助了1万美元，以建设学校的第一栋建筑，Willis Hall。今天，Willis Hall仍然矗立在卡尔顿学院的校园内，政治学系和经济学系在此处办公及授课。

### 历任校长
1. James Woodward Strong，1870–1903
2. William Henry Sallmon，1903–1908
3. Donald Cowling，1909–1945
4. Laurence McKinley Gould，1945–1962
5. John Nason，1962–1970
6. Howard R. Swearer，1970–1977
7. Robert Edwards，1977–1986
8. David Porter，1986–1987
9. Stephen R. Lewis Jr.，1987–2002
10. Robert A. Oden Jr.，2002–2010
11. Steven G. Poskanzer，2010–2021
12. Alison Byerly，2021至今

## 学术

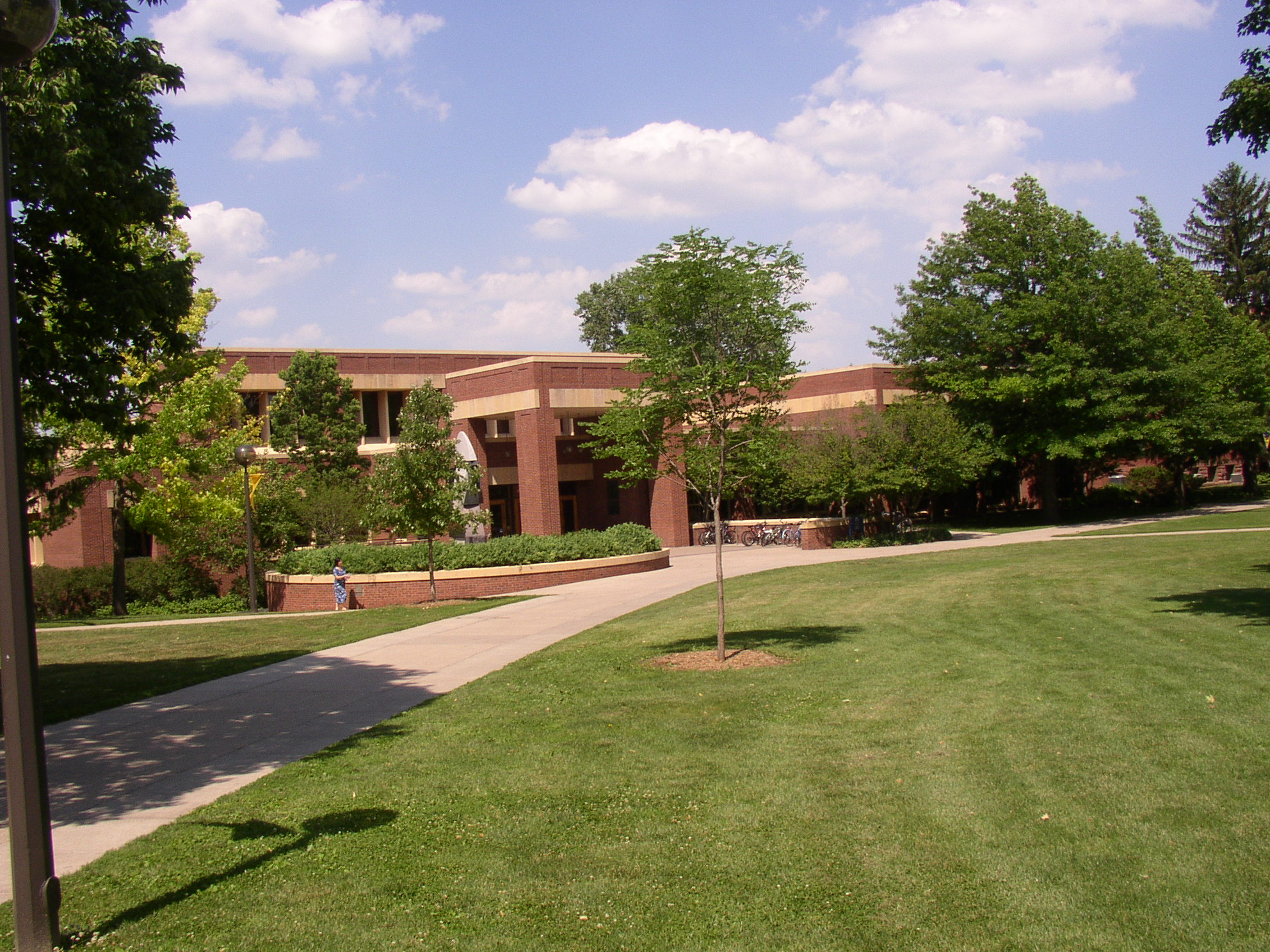
学院图书馆

卡尔顿学院采用三学期制：每学期约十周，每年三学期。学生须在四年的十二学期中完成35门课以达到毕业要求。
卡尔顿学院提供37种主修专业以及15种辅修专业（Concentration）。学生需选择至少一种主修专业作为自己的主修方向，一般来讲，完成每种主修专业需上满该专业内的至少12门课；而完成辅修专业需上满至少8门课。另外，学生亦可根据自己的兴趣及导师的建议设计特别的主修专业。
卡尔顿学院提供3+2和3+3等课程计划：
- 工程学3+2：学生在卡尔顿学院接受三年教育，并在哥伦比亚大学或圣路易斯华盛顿大学接受两年工程学教育。结束后获得卡尔顿学院的文学士及对方学校的理学士两个学位。
- 法学3+3：学生在卡尔顿学院接受三年教育，并在哥伦比亚大学法学院接受三年法学教育。结束后获得卡尔顿学院的文学士及哥伦比亚大学的法律博士两个学位。

### 排名
在学术上，卡尔顿学院在全美处于领先地位，为全美前20位的文理学院。

### 录取
卡尔顿学院的录取率常年位列15%左右。一般来说，被录取的卡尔顿学院新生的中位50% SAT I 测验的三项单科成绩均约为650分至750分之间，中位50% ACT测验成绩约为29分至33分。超过75%的录取新生成绩位列所在高中毕业生的前10%，超过95%的录取新生成绩位列所在高中毕业生的前25%。美国新闻与世界报道连续多年将卡尔顿学院的录取难度评为最难（Most Selective）。卡尔顿学院在录取National Merit Scholarship Program获得者上位列全美文理学院第1位。在2012年的493名毕业生中，123名为National Merit Scholar。

### 毕业生
卡尔顿学院以学术严谨、博士产出率高而闻名美国。根据National Science Foundation and Integrated Postsecondary Education Data System数据，在1997年至2006年的20年间，卡尔顿学院毕业生获得博士学位的比率位列美国第6位，落后于加州理工学院、哈维穆德学院（Harvey Mudd College）、里德学院（Reed College）、斯沃斯莫尔学院与麻省理工学院。其中，在女性博士产出率上位列第6位，历史学博士第2位，外语第5位，经济学第3位，农业科学第7位，生命科学第8位，物理科学第5位，化学第6位，物理学第7位。

## 体育
卡尔顿学院现有18只校队，包括男子美式足球、篮球、棒球、越野赛跑、高尔夫、足球、网球、田径、游泳及跳水，以及女子垒球、游泳及跳水、篮球、越野赛跑、高尔夫、足球、网球、田径、排球等。这些运动队参加全美大学体育协会第三级比赛(NCAA Division III)，因此，卡尔顿学院不提供体育奖学金。另外，卡尔顿学院还有27只俱乐部队，以及多只校内竞技队。
卡尔顿学院为学生提供超过60门体育选修课。学生须在四年内完成四个学期的体育课以达到毕业要求。

### 俱乐部体育
卡尔顿学院的飞盘队十分成功。其男子队，Carleton Ultimate Team (CUT)，以及女子队，Syzygy，均为美国大学飞盘联赛（USA Ultimate College Division）冠军的有力争夺者。其中，男子队在2001年、2009年以及2011年三次获得全国冠军，女队也在2000年获得全国冠军。除此两只飞盘队外，卡尔顿学院另有男子队，the Gods of Plastic，以及女子队，Eclipse。前者在2009年、2010年及2012年三次获美国大学飞盘第三级联赛冠军，后者也在2011年获得第三级联赛冠军。
卡尔顿女子橄榄球队在2011年获得第三级联赛冠军，并进军第二级联赛。

## 知名校友
（所标注年份为毕业年份）
- Cordenio Severance（1880）：美国律师，美国法律协会建立者之一，并曾任美国律师协会主席。
- 托斯丹·范伯伦（1880）：美国著名经济学家，制度经济学的创始人。
- Pierce Butler（1887）：美国法官，1923年至1939年其去世时任美国最高法院大法官。
- Ernest Lundeen（1901）：美国律师、政治家，1917年至1919年及1933年至1937年任美国众议院议员，1937年至1940年其去世时任美国参议院议员。
- Karl Earl Mundt（1923）：美国教育家，1938年至1948年任美国众议院议员，1948年至1973年任美国参议院议员。
- Warren P. Knowles（1930）：美国律师、政治家，1965年至1971年任第37任美国威斯康星州州长。
- Sheldon B. Vance（1939）：1967年至1969年任美国驻乍得大使，1969年至1974年任美国驻刚果民主共和国大使。
- Melvin R. Laird（1942）：美国政治家，1969年至1973年任美国国防部长。
- 梁思礼（1945）：梁启超之子，中国导弹控制专家，中国科学院院士。于1943年转学至普渡大学。
- Michael Armacost（1958）：1982年至1984年任美国驻菲律宾大使，1984年至1989年任分管政治事务的美国副国务卿，1989年至1993年任美国驻日本大使，1995年至2002年任美国历史最悠久的智库布鲁金斯学会的主席。
- Jack Barnes（1961）：共产主义者，现任美国社会主义工人党主席。
- 沃尔特·阿尔瓦雷茨（1962）：美国地质学家、物理学家，与其父，诺贝尔物理学奖得主路易斯·阿尔瓦雷茨，共同提出恐龙灭绝是因为小行星或彗星撞击地球的理论。
- John A. Gale（1962）：自2000年起至今任美国内布拉斯加州州务卿。
- John Lavine（1963）：美国记者、教育家，西北大学梅迪尔新闻学院（Medill School of Journalism）院长。
- Barrie M. Osborne（1966）：美国电影制片人，曾参与《现代启示录》、《黑客帝国》、魔戒电影三部曲等的制片。
- Rush D. Holt，Jr.（1970）：自1999年起至今任美国众议院议员。
- 练乙铮（1973）：香港传媒工作者，曾任《信报财经新闻》总编辑。
- Thomas Mengler（1975）：司法专家，现任美国德克萨斯州圣玛丽大学（St. Mary's University）校长，曾任明尼苏达州圣托马斯大学（University of St. Thomas）法学院院长及伊利诺伊大学厄巴纳-香槟分校法学院院长。
- 杰克·卢（1976）：现任美国财政部长。于1973年转学至哈佛大学。

## 知名教授
- Ian Barbour：宗教学教授，1999年邓普顿奖获得者。
- David Bryn-Jones：美国国务卿弗兰克·B·凯洛格的自传作者，自1920年至1951年在卡尔顿学院教授历史学、经济学与国际关系。
- John Bates Clark：美国著名经济学家，约翰·贝茨·克拉克奖（小诺贝尔经济奖）以其命名。
- Burton Levin：前美国驻香港总领事、美国驻缅甸大使。现在卡尔顿学院教授亚洲政策。
- Laurence McKinley Gould：美国地质学家，李察·柏德探索南极时任首席科学家和副司令。曾任卡尔顿学院地质学教授和校长。学校图书馆以其命名。
- Paul Wellstone：自1991年至2002年任美国参议院议员，1969年至1990年在卡尔顿学院教授政治学。
- H. Scott Bierman：前卡尔顿学院经济学教授、系主任、校教务长、博弈论专家，现为比洛特学院（Beloit College）校长。
- 洪長泰教授，於哈佛大學獲取博士學位後在本校任教，先後成為亞洲研究和歷史學系教授。1994年獲邀到香港科技大學任教，曾為人文社會科學院副院長，現為人文學部首席教授。